# Andy Birr

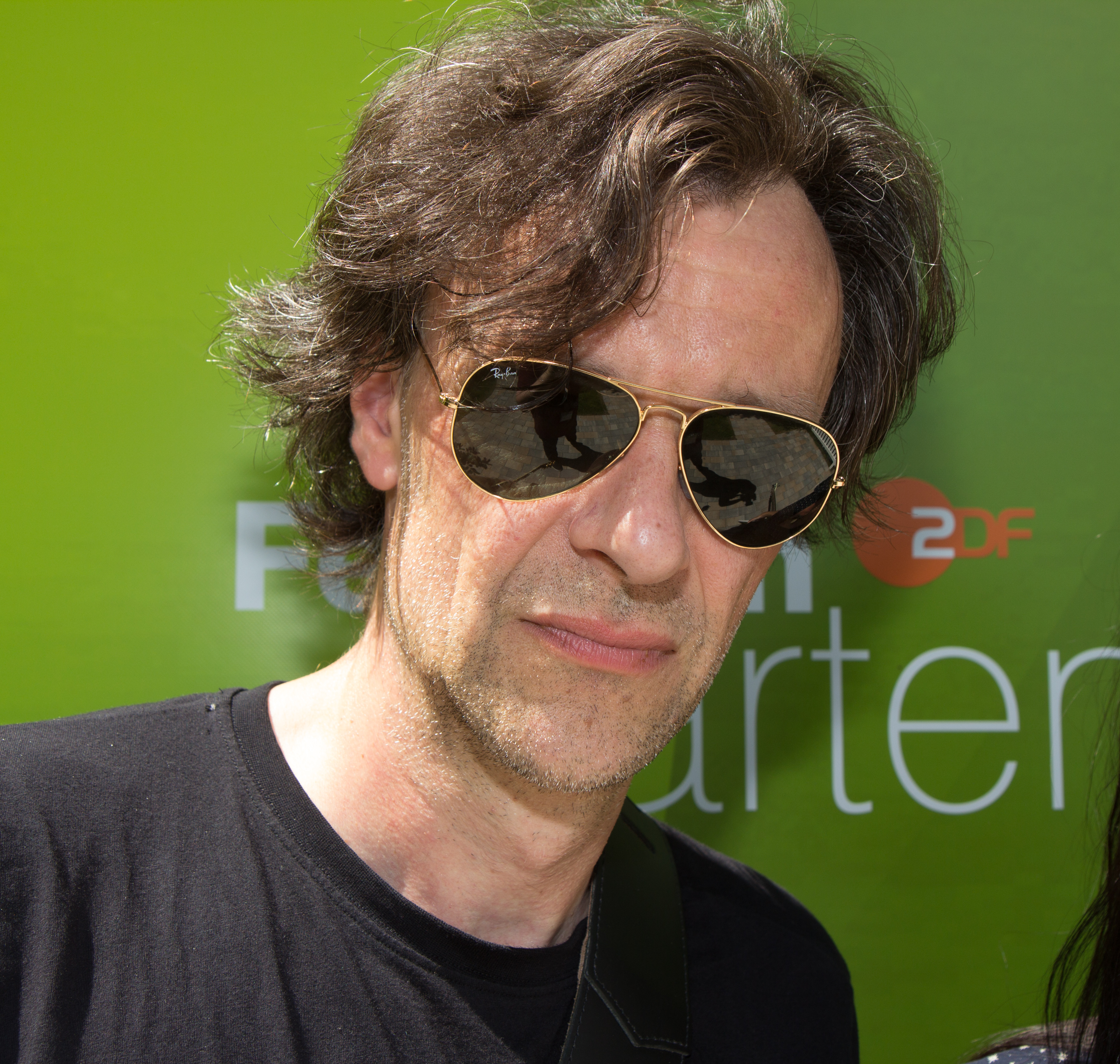
Andy Birr (2018)

Andreas „Andy“ Birr (* 25. Juni 1968 in Ost-Berlin) ist ein deutscher Musiker, Schlagzeuger und Songschreiber.

## Leben
Andy Birr ist der Sohn des Musikers Dieter Birr und wuchs gemeinsam mit einer jüngeren Schwester (* 1975) in Ost-Berlin auf.
Birr spielte in seiner Jugend als Schlagzeuger und Gitarrist in mehreren Schülerbands mit und absolvierte nach seinem Schulabschluss ein Musikstudium an der Musikhochschule Hanns Eisler, das er mit dem Staatsexamen beendete.
Er gründete im Jahr 1985 gemeinsam mit Holger Jagsch, Hendrik Röder (* 1966) und Jörn Güttler die Musikgruppe Rosalili, der er als Schlagzeuger zunächst bis 1986 und dann erneut kurzzeitig im Jahr 1993 angehörte.
Im Jahr 1993 war er Begleitmusiker von Luci van Orgs Musikprojekt Lucilectric (1993).
Im Jahr 1994 war Birr gemeinsam mit Jana Groß und Hendrik Röder ein Gründungsmitglied der Popband Bell Book & Candle, der Birr bis heute als Schlagzeuger und Gitarrist angehört und für die er auch zahlreiche Songs mitkomponierte, darunter den Welthit Rescue Me.
Er arbeitete zudem mit Nina Hagen am Album FreuD Euch, 1995, und den Puhdys (Album Akustisch – Die Hits, 2009) zusammen. Mit seinem Vater arbeitete er ebenfalls in verschiedenen Musikformationen zusammen, so beispielsweise im Jahr 2002 für das Musikprojekt Väter & Söhne.
Andy Birr ist Vater einer Tochter (* 2005).